# Walram II van Nassau
Walram II van Nassau (ca. 1220 – 24 januari 1276), Duits: Walram II. Graf von Nassau, was graaf van Nassau. Hij is de stamvader van de Walramse linie van het huis Nassau.

## Biografie
Walram was de tweede zoon van graaf Hendrik II ‘de Rijke’ van Nassau en Machteld van Gelre en Zutphen, de jongste dochter van graaf Otto I van Gelre en Zutphen en Richardis van Beieren. Walram wordt voor het eerst vermeld in een oorkonde gedateerd 20 juli 1245.
Walram volgde vóór 1251 zijn vader op, samen met zijn broer Otto I. Ze verkregen in 1251 van rooms-koning Willem stadsrechten voor de plaats Herborn.

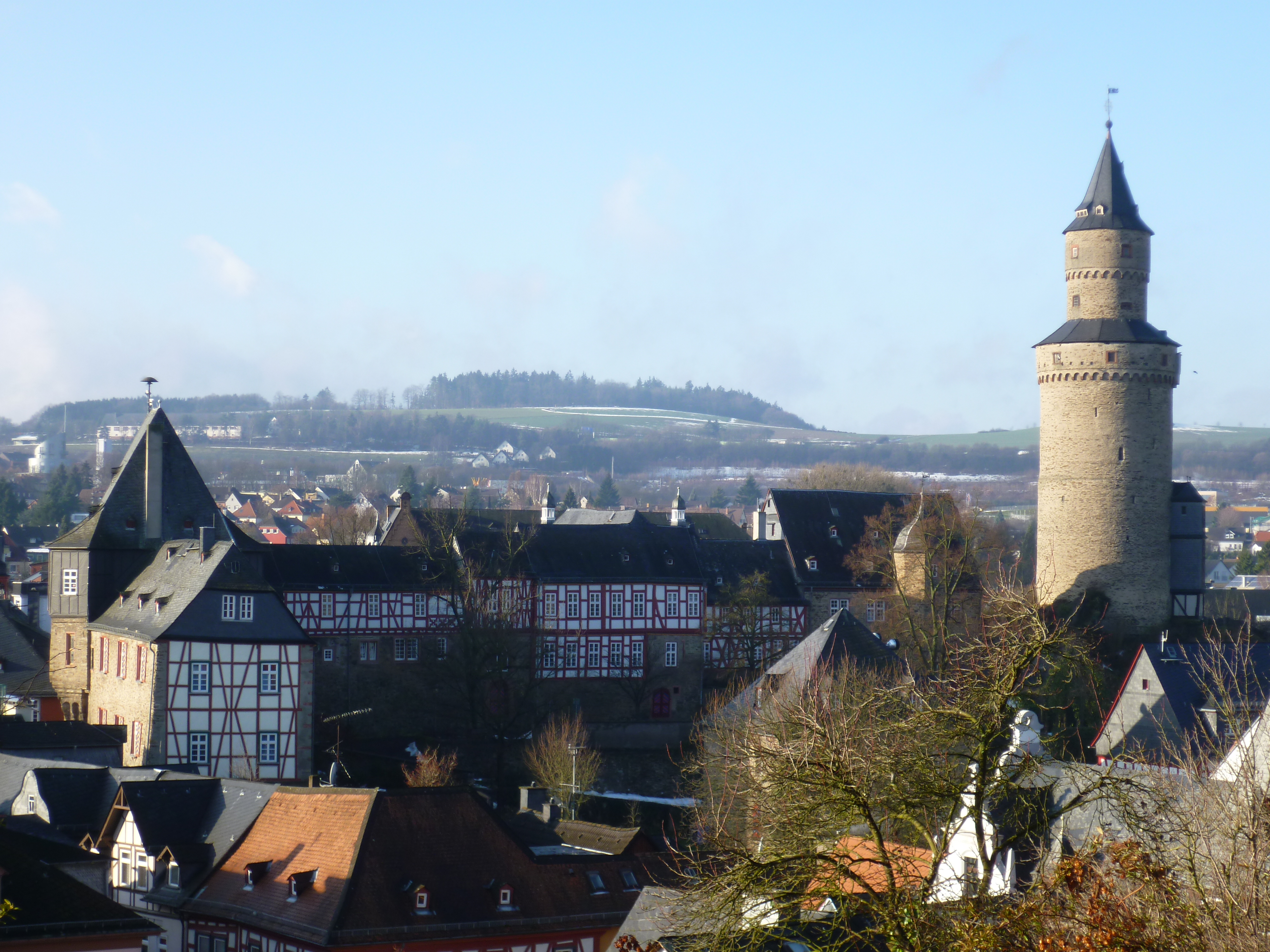
De Burcht Idstein met de Hexenturm

Walram en Otto verdeelden op op 16 december 1255 hun graafschap met de rivier de Lahn als grens. Het verdelingsverdrag staat tegenwoordig bekend als de Prima divisio. Het gebied ten zuiden van de Lahn: de heerlijkheden Wiesbaden, Idstein, de ambten Weilburg (met de Wehrholz) en Bleidenstadt, werd toegewezen aan Walram. De Burcht Nassau en onderhorigheden (Dreiherrische), de ambten Miehlen en Schönau (Klooster Schönau bij Strüth über Nastätten) alsmede het Vierherrengericht, de Burcht Laurenburg, de Esterau (dat in gezamenlijk bezit was met de graven van Diez) en de leengoederen in Hessen, bleven gezamenlijk bezit.

Daarnaast bevatte het verdrag de verplichting voor Walram om zijn broer Otto – met alle middelen die hem ter beschikking stonden – te steunen in de Dernbachse Vete tegen Hessen, als dit geschil niet kon worden beslecht met de hulp van de koning of door andere vriendschappelijke bemiddeling.
Later, wellicht reeds kort na het sluiten van het verdelingsverdrag, toonde Walram zich ontevreden met enkele bepalingen uit het verdrag en vocht deze aan. Of hij hierbij al handelde onder invloed van de geestesziekte, waaraan hij leed, is onbekend. Wel zeker is dat hij in een aanval van krankzinnigheid het voor hem gemaakte originele exemplaar van het verdelingsverdrag verbrand heeft.
Walram was opperhofmaarschalk en geheimraad van rooms-koning Rudolf I.

Walram verloor verschillende steden, waaronder Niederlahnstein, Pfaffenhofen en Vallendar, aan de aartsbisschop van Trier. Hij overleed – naar verluidt in geestelijke ontreddering – op 24 januari 1276. Hij werd opgevolgd door zijn zoon Adolf.

## Huwelijk en kinderen
Walram huwde vóór 1250 met Adelheid van Katzenelnbogen († Mainz, 22 februari 1288), dochter van graaf Diederik II van Katzenelnbogen en Hildegunde. Adelheid was als weduwe franciscaner non te Wiesbaden (’s zomers) en te Mainz (’s winters). Ze werd begraven in het Sint-Claraklooster te Mainz.

Uit dit huwelijk werden geboren:
1. Diether (ca. 1250 – Trier, 23 november 1307), was aartsbisschop van Trier 1300–1307.
2. Adolf (ca. 1255 – Göllheim, 2 juli 1298), volgde zijn vader op als graaf van Nassau, was koning van Duitsland 1292–1298.
3. Richarda († 28 juli 1311), was non in het Sint-Claraklooster te Mainz en later in Klooster Klarenthal bij Wiesbaden.
4. Mechtild (jong overleden).
5. Imagina († vóór 1276), huwde mogelijk met Frederik van Lichtenberg.

## Voorouders
| Voorouders van Walram II van Nassau | Voorouders van Walram II van Nassau                                                                       | Voorouders van Walram II van Nassau                                                                       | Voorouders van Walram II van Nassau                                                                       | Voorouders van Walram II van Nassau                                                                       | Voorouders van Walram II van Nassau                                                                       | Voorouders van Walram II van Nassau                                                                       | Voorouders van Walram II van Nassau                                                                       | Voorouders van Walram II van Nassau                                                                       |
| ----------------------------------- | --- | --- | --- | --- | --- | --- | --- | --- |
| Betovergrootouders                  | Rupert I van Laurenburg (?–1154) ⚭ vóór 1135 Beatrix van Limburg (?–na 1164)                              | ? (?–?) ⚭ ? (?–?)                                                                                         | ? (?–?) ⚭ ? (?–?)                                                                                         | ? (?–?) ⚭ ? (?–?)                                                                                         | Gerhard II van Gelre (?–1131) ⚭ 1115/17 Ermgard van Zutphen (?–na 1134)                                   | Lodewijk II van Arnstein (?–?) ⚭ Udilhildis (?–na 1139)                                                   | Otto IV van Wittelsbach (?–1156) ⚭ Heilika van Pettendorf (?–1170)                                        | Lodewijk I van Loon (1125/30–1171) ⚭ Agnes van Metz (?–vóór 1180)                                         |
| Overgrootouders                     | Rupert II van Laurenburg ? (?–1158) ⚭ ? (?–?)                                                             | Rupert II van Laurenburg ? (?–1158) ⚭ ? (?–?)                                                             | ? (?–?) ⚭ ? (?–?)                                                                                         | ? (?–?) ⚭ ? (?–?)                                                                                         | Hendrik I van Gelre en Zutphen (ca. 1117–1182) ⚭ ca. 1135 Agnes van Arnstein (?–vóór 1179)                | Hendrik I van Gelre en Zutphen (ca. 1117–1182) ⚭ ca. 1135 Agnes van Arnstein (?–vóór 1179)                | Otto I van Beieren (?–1183) ⚭ ca. 1157 Agnes van Loon (?–1191)                                            | Otto I van Beieren (?–1183) ⚭ ca. 1157 Agnes van Loon (?–1191)                                            |
| Grootouders                         | Walram I van Nassau (ca. 1146–1198) ⚭ Kunigunde (?–1198)                                                  | Walram I van Nassau (ca. 1146–1198) ⚭ Kunigunde (?–1198)                                                  | Walram I van Nassau (ca. 1146–1198) ⚭ Kunigunde (?–1198)                                                  | Walram I van Nassau (ca. 1146–1198) ⚭ Kunigunde (?–1198)                                                  | Otto I van Gelre en Zutphen (?–1207) ⚭ ca. 1185 Richardis van Beieren (?–1231)                            | Otto I van Gelre en Zutphen (?–1207) ⚭ ca. 1185 Richardis van Beieren (?–1231)                            | Otto I van Gelre en Zutphen (?–1207) ⚭ ca. 1185 Richardis van Beieren (?–1231)                            | Otto I van Gelre en Zutphen (?–1207) ⚭ ca. 1185 Richardis van Beieren (?–1231)                            |
| Ouders                              | Hendrik II ‘de Rijke’ van Nassau (ca. 1180–1247/50) ⚭ vóór 1215 Machteld van Gelre en Zutphen (?–na 1247) | Hendrik II ‘de Rijke’ van Nassau (ca. 1180–1247/50) ⚭ vóór 1215 Machteld van Gelre en Zutphen (?–na 1247) | Hendrik II ‘de Rijke’ van Nassau (ca. 1180–1247/50) ⚭ vóór 1215 Machteld van Gelre en Zutphen (?–na 1247) | Hendrik II ‘de Rijke’ van Nassau (ca. 1180–1247/50) ⚭ vóór 1215 Machteld van Gelre en Zutphen (?–na 1247) | Hendrik II ‘de Rijke’ van Nassau (ca. 1180–1247/50) ⚭ vóór 1215 Machteld van Gelre en Zutphen (?–na 1247) | Hendrik II ‘de Rijke’ van Nassau (ca. 1180–1247/50) ⚭ vóór 1215 Machteld van Gelre en Zutphen (?–na 1247) | Hendrik II ‘de Rijke’ van Nassau (ca. 1180–1247/50) ⚭ vóór 1215 Machteld van Gelre en Zutphen (?–na 1247) | Hendrik II ‘de Rijke’ van Nassau (ca. 1180–1247/50) ⚭ vóór 1215 Machteld van Gelre en Zutphen (?–na 1247) |